# Dover (grup musical)
Dover fou un grup de rock de Madrid que cantava en anglès liderat per les germanes Cristina (veu i guitarra) i Amparo Llanos (guitarra) i acompanyat per dos components més que són Samuel ("Samu", ex-Sperm) al baix i Jesús Antúnez a la bateria. El nom va sortir d'una marca de roba que la mare de les germanes té a la seva botiga a Majadahonda (Madrid). Des que van començar a tocar fins a el 2016, que es van dissoldre editaren 8 àlbums d'estudi, i també 3 DVD's amb videoclips, cançons en directe o acústiques, etcètera.

## Història

### 1992 - 1996: Inicis i el "Sister"
Dover sorgí als afores de Madrid, a finals de la dècada dels 80, quan Cristina Llanos de 17 anys decideix formar un grup de rock seguint l'auge de l'escena alternativa irradiada des de Seattle, en uns petits locals d'assaig a Alcorcón al polígon industrial Ventorro del Cano que seguiren utilitzant fins a principis de l'any 2000. El nom del grup sorgí del nom d'una marca de roba que tenia la mare de les germanes Llanos a Majadahonda. Al projecte s'hi sumà la seva germana 10 anys més gran que ella, Amparo. El 1991, el bateria Jesús Antúnez i el baixista Álvaro Díez s'uniren a la banda i així entre el 2 i el 4 d'octubre de 1992 naixeria Dover. Una de les maquetes del grup anà a parar al programa de ràdio Disco Grande de RNE Radio 3. El 1995 Álvaro Díez deixà la banda i s'incorporà Álvaro Gómez. La banda firmà llavors un contracte d'un any amb la discogràfica independent Everlasting-Caroline. El seu àlbum de debut Sister de 1995 que havia estat gravat en una petita discogràfica independent i produït per Amparo Llanos es vengué poc. Però, el fanzine espanyol Mondo Sonoro l'inclogué entre els 10 millors àlbums nacionals d'aquell any. Malgrat el poc èxit respecte a les vendes del disc, aconseguiren fer-se un lloc en el panorama musical de Madrid i fins i tot gravaren el seu primer videoclip "Come With Me" realitzat per Juan Bullon i gravat amb molt pocs mitjans als voltants del polígon industrial Ventorro del Cano on tenien el seu local d'assaig. Tot i que aquesta cançó no fou publicada com a senzill pròpiament, era la més corejada en els concerts. A més a més, aconseguiren que se'ls donés un petit espai en el FestiMad al Círculo de Bellas Artes de Madrid.

### 1997 - 1998: L'estrellat internacional "Devil came to me"
El contracte amb Caroline era de tan sols un any i, en concloure, firmaren amb el segell independent Subterfuge Records. La seva primera participació amb la discogràfica fou incloure una versió maqueta de Loli Jackson en el disc recopilatori de bandes diverses "Stereoparty 2". L'èxit que tingué la cançó motivà la discogràfica a produir el seu segon àlbum i així entraren als estudis Infinity de Madrid el 1994 per gravar Devil Came to Me amb un pressupost de 80.000 pessetes i en tan sols 20 dies. El disc surt a la venda el 21 d'abril de 1997, i inclouria cançons reconegudes del grup com Serenade, Loli Jackson, Devil Came To Me o Judas. Un fragment de la cançó Devil Came To Me que dona títol a l'àlbum (concretament la tornada amb la frase ".. I lied for you, I lied for you.") fou inclòs en un popular anunci televisiu de Radical Fruit Company que li donà gran fama i la banda fou llançada a l'estrellat nacional. Cap a setembre del mateix any ja eren disc d'Or amb més de 50.000 còpies venudes, i arribaren a cinc Discos de Platí, a més del Premi Ondas al Millor Grup Revelació. Finalment durant la promoció d'aquest àlbum, el 1997, el baixista fou reemplaçat per Álvaro Díez (Tripi), el qual havia format part de la banda en els seus inicis, i el 1998 tornen al Festimad com a caps de cartell.
L'àlbum va vendre més de 500.000 còpies i va fer-los guanyar fans també a l'estranger a Europa i Amèrica. Participant en el festival Doctor Music i llançant com a primer senzill oficial de l'àlbum "Serenade", cançó que gràcies a la seva forta tornada i melodia enganxosa aconseguí convertir-se en el seu primer número u a Espanya, Juan Bullon de nou fou qui realitzà el videoclip. La cançó "Loli Jackson" fou elegida per Daniel Calparsoro per a formar part de la banda sonora de la seva pel·lícula "A ciegas", i els gravà també un videoclip de la mateixa cançó. L'any 1997 seria també quan Dover rebria el seu primer Premi Ondas, en aquest cas al "Mejor Grupo Revelación".

### 1999 - 2005: El sender del rock, "Late at night", "I was dead for 7 weeks in the city of angels" i "The Flame"
La relació de la banda amb Subterfuge Records s'anà deteriorant i acabaren firmant amb Chrysalis Records segell que pertanyia a EMI Music. A finals d'estiu de 1998, crearen el seu propi segell Loli Jackson Records. Amb el seu segell discogràfic recent creat publicaren el recopilatori de diversos grups independents The Power of Dolores en el que també inclogueren un cover interpretat per ells mateixos de The One I Love de R.E.M.. Aconseguiria llavors el seu segon Premi Ondas (aquesta vegada com a Millor Artista en Directe) i seria premiada també la banda com a Millor Artista Espanyol de l'any amb un 41% dels vots segons una enquesta duta a terme per El País de las Tentaciones.
A l'any següent 1999 publicaren el seu tercer àlbum Late at night, gravat a Seattle amb Barret Jones i masteritzat per Stephen Marcussen, que sortí a la venda el 28 de juny d'aquell any amb una gran expectació creada pel seu primer senzill "DJ" (la qual generà un debat sobre si el grup criticava o no el món dels punxadiscos) que ràpidament arribà al número u a Espanya, quelcom inèdit tractant-se d'un grup de rock independent. Amb l'àlbum promocionaren grans èxits com la cançó "DJ", "Cherry Lee", "Flashback", "The Hitter", "Far", o "Cherry Lee" que fou popularitzada en un anunci publicitari del per llavors recent Peugeot 206. A més de realitzar la seva primera gira internacional que els portà a visitar Alemanya, Anglaterra, Holanda, Mèxic, Estats Units entre d'altres. El 1999 reberen el premi de MTV Europa al Millor Artista Espanyol. Malgrat no superar el nombre de vendes del seu predecessor, "Late at night" arribà al tercer disc de platí amb 300.000 còpies al febrer de 2000. En ple reconeixement internacional, Dover actuà als Estats Units i Europa, compartint escenari amb Oasis a Mèxic i tancant el Festival d'Acapulco i consolidant un dels seus grans anys amb el premi al Millor Grup Espanyol concedit per la cadena de televisió MTV.
El 2000, Chrysalis reedità el seu primer àlbum Sister incloent una versió inèdita de la cançó "Noche tras noche" del grup Solera de l'any 1973. Al maig d'aquell any entraren als estudis Grandmsters Recorder per gravar el seu nou disc, acompanyats novament de Barret Jones amb qui aquesta vegada tingueren una sèrie de malentesos que provocà que les sessions fossin tenses, conjuminant amb una grip complicada de Cristina que es veié reflectit en les cançons i en el títol "I was dead for 7 weeks in the city of angels" (tardaren 7 setmanes a acabar l'àlbum). Como a primer senzill de l'àlbum es publicà "King George" que es posà a la venda el 3 de setembre de 2001, àlbum que sortí a la venda el 17 de setembre de 2001 i en tan sols deu dies vengué 125.000 còpies. Aquest àlbum fou gravat també per Barret Jones i masteritzat per Stephen Marcussen. A Alemanya, la cançó King George arribà al nº1 a les llistes de ràdio universitàries i a la 5a edició dels Premis Amigo la banda aconsegueix el premi a la Millor Cançó de 2001 per votació popular, mentre les vendes totals de l'àlbum superaren aviat els 215.000 exemplars.
El 2002 publicarien un breu recopilatori anomenat It's good to be me, el qual contenia vuit cançons. De les vuit, set eren gravacions de cançons seves en directe (cinc en elèctric i 2 en acústic), i una era una nova cançó anomenada "Mystic love" gravada en estudi que serví de promoció del disc. De les 7 gravacions en directe, una d'elles era una versió en concert de "Witness" dels Screaming Trees. El disc a més duia una pista multimèdia amb els videoclips de King George, Weak Hour Of The Rooster i Better Day.
El 2003, amb la crisi musical hagueren de tancar la seva companyia discogràfica i firmar amb EMI Music, amb la qual llançaren el 27 d'octubre del mateix any el seu cinquè àlbum The Flame, amb un so més pop i una duració de tan sols 30 minuts. Aquesta vegada co-produït per Rick Will, masteritzat per Stephen Marcussen i gravat íntegrament a Espanya. Com a senzill d'avançament sortí a la venda la cançó homònima de l'àlbum. Les vendes no els afavoriren en aquesta ocasió i amb prou feines arribaren a les 60.000 còpies. Realitzen una gira per tot Espanya i arriben fins i tot al festival AM Ring de MTV celebrat a Alemanya. A més es consoliden en l'escena internacional en ser seleccionats com a "Fresh Meat" al programa de ràdio Zane Lowe de Radio 1, al Regne Unit.

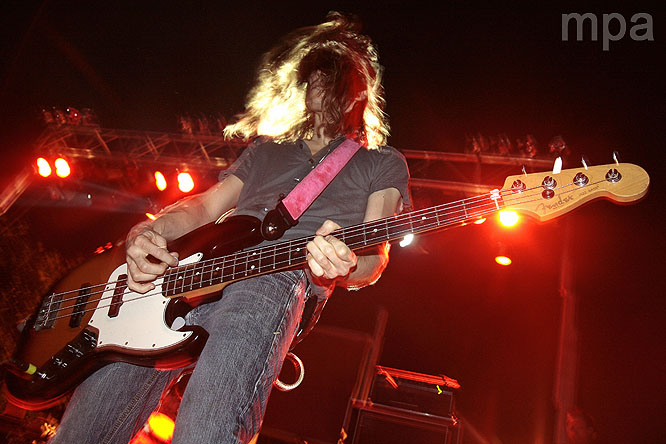
Samuel Titos

Durant el 2004 les relacions entre el grup i el baixista Álvaro Díez empitjoraren. La no inclusió d'Álvaro dins el segell Loli Jackson S.L., segons ell, fomentà les disputes i al maig de 2004 Dover decideix expulsar-lo del grup, tal com declarà a la revista Rolling Stone (a més de posar-hi nu junt a la seva llavors novia Melani Olivares). Segons la resta del grup però l'expulsió d'Álvaro es degué a un cúmul de circumstàncies, sobretot per les constants disputes i malentesos que generava sovint entre els membres. El fet que tampoc havia format part del grup durant tota la trajectòria musical i, per tant, no formava part del cercle més íntim del grup, podria ser una explicació de per què no acabà mai de rebre la proposta d'unir-se al segell Loli Jackson. Tot plegat acabaria obligant al grup a decidir finalment expulsar a Álvaro del grup al març de 2005. S'especulà també en el canvi d'estil cap a l'electro pop que estava prenent el grup ja en els directes de 2004 (en els quals Álvaro participava sense fer-ne objeccions públiques), però cap de les dues parts assenyalà res sobre aquest aspecte concret en el seu moment, així que quedà descartat com a causa. Anys més tard Álvaro explicaria al programa Bienvenido a los 90 de Radio Utopía que el seu distanciament es devia bàsicament a desavinences amb la resta de components, ja que Álvaro volia seguir l'estil més rock.
En plena gira de The Flame, Álvaro passà a ser substituït per Samuel Titos, antic guitarrista i vocalista de Sperm, grup que havia estat produït pel mateix segell de Loli Jackson.
A finals de 2004 Dover es convertí en el primer grup que donà suport a l'ONG Intermón Oxfam.

### 2006 - 2010: La re-invenció pop, "Follow the city lights" el so ètnic de "I Ka Kené"
Durant mesos el grup es tancà a compondre el que seria el seu nou àlbum. Àlbum que ja havien anunciat que no seria en acústic, i que a més mostraria un canvi que no deixaria indiferent a ningú. I així en el mes d'octubre de 2006 publicaren un nou àlbum anomenat Follow the city lights, produït per Daniel Alcover. I Dover canviava radicalment d'estil introduint arranjaments electrònics en la seva música.
El primer single d'aquest nou disc, "Let me out", rebé un Premio Ondas per millor cançó del 2006. A més, aconseguí ser número 1 en les llistes del programa Los 40 principales durant unes quantes setmanes El segon single extret d'aquest disc fou Do Ya el qual també fou número u de Los 40 Principales durant dos setmanes. També publicaren un tercer, "Keep on moving". D'aquest disc se'n van vendre 170.000 còpies cosa que els feu aconseguir un nou Disc de Platí, el qual tenint en compte que la indústria discogràfica es trobava immersa en plena crisi de venda de discos, suposava tot un èxit. A més, l'àlbum rebé tres premis de Música (Millor Àlbum de Pop Alternatiu, Millor Tècnic de So i Millor Vídeo Musical), a més de ser elegit Millor Disc de l'Any pels lectors d'EP3 (El País).
Al novembre de 2007 publicaren el primer doble disc recopilatori de Dover, titulat "2", que contenia els èxits de Dover però en versió electro pop, a més d'un tema inèdit anomenat Soldier. El mateix any realitzaren una gira amb La Oreja de Van Gogh i Coti titulada Gira LKXA.
A finals de 2007 realitzaren una gira per Alemanya i Europa per arribar al festival de Desalia al febrer de 2008 i realitzar l'últim concert dins de la promoció de l'àlbum "2". El març de 2009 firmen un contracte amb Sony-BMG. I en diferents entrevistes anunciaren que el seu futur setè disc sortiria el 2010, segons notes de premsa atorgades per la discogràfica Sony el disc estaria a la venda el 4 d'octubre de 2010.
Després de mesos de silenci, a l'abril de 2009 començaren a informar sobre el seu futur treball, anunciant que havien produït i mesclat el disc exceptuant cinc temes que havien sigut mesclats per Chris Lord a Los Angeles. El 29 de juliol de 2010 estrenaren 20 segons del seu senzill "Dannayá".
El 31 de juliol del mateix any es feu públic el primer single del nou disc al programa de ràdio Del 40 al 1, amb una duració de 3 minuts i 7 segons, declarant que el nou senzill i en general el nou disc tindria influències africanes, degut al contacte que la banda havia estat tenint amb elles els últims temps. El 30 d'agost Dover tragué a la llum una altra cançó a la seva pàgina web, "La Rèponse Divine", cantada en francès, la qual tingué una escassa acollida, no arribant ni a entrar en la llista dels 40 Principales.
"I Ka Kené" amb prou feines aconseguiria figurar al Top100 d'Espanya, amb un 14 com a posició màxima, i malgrat això llançaren com a segon senzill "Under your spell" que no arribà a col·locar-se entre els senzills més venuts. Al fracàs comercial del disc se suma una espaiada gira de menys de dotze concerts entre 2010 i 2012. A mitjans de 2011 surt a la venda "I Ka Kené: The Remixes", disc de remescles que reunia quinze versions, en la seva majoria de "Dannayá" i algunes de "Under your spell".

### 2012: "What goes around comes around"

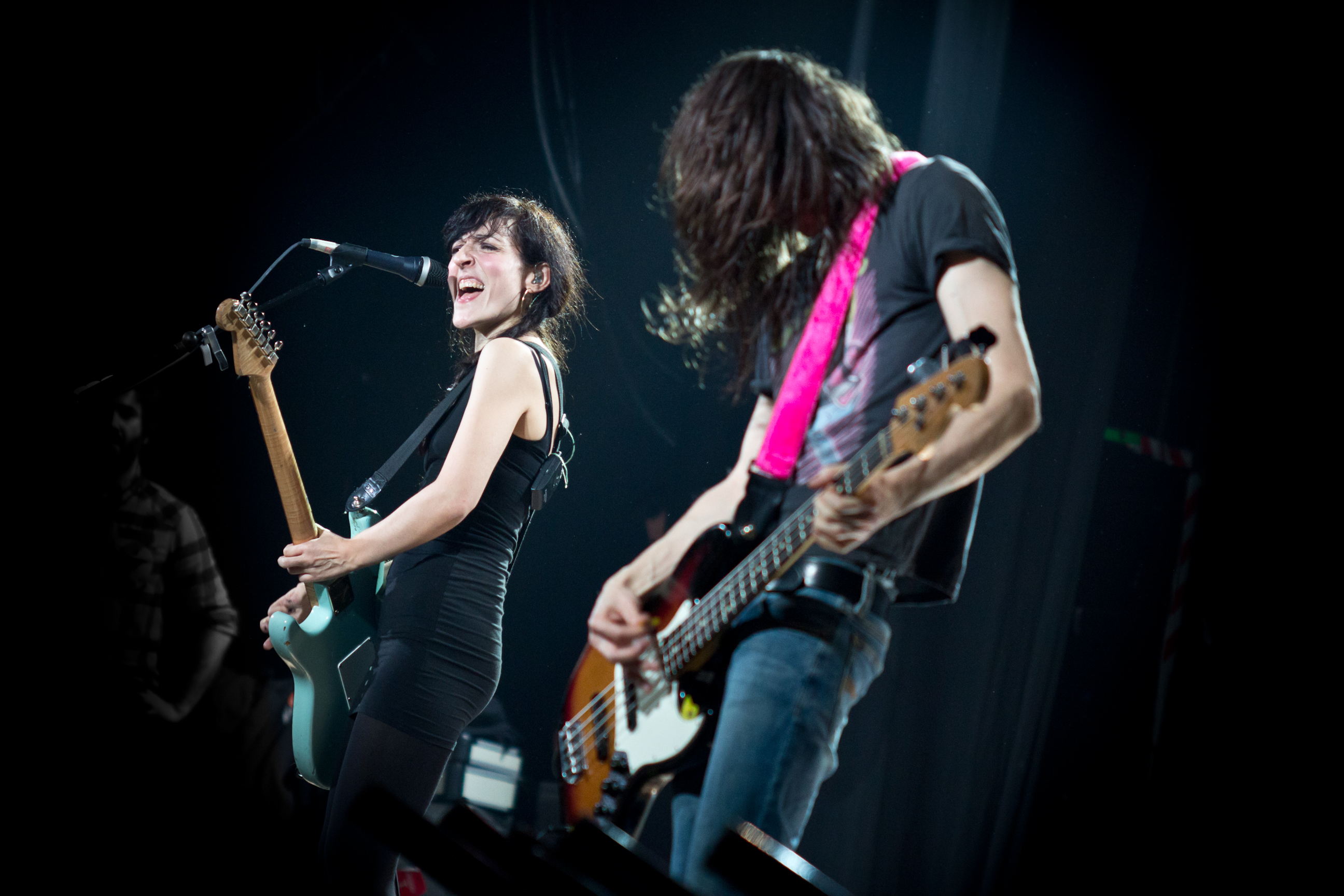
Cristina i Samuel a la gira Dover came to me el 2014.

Durant el primer trimestre de 2012, Dover anuncià que editaria un senzill amb dos cançons, un tema inèdit i una versió d'una popular cançó dels 80, el tema inèdit fou mesclat per Veronica Ferraro a França i la versió per Jesús Antúnez a Madrid. El 8 de març de 2012, una fan web revelà el títol del tema inèdit "What Goes Around Comes Around", i seguí l'estil electro pop del grup. La versió que fou cara B del senzill era "Need You Tonight" èxit de INXS.
Participaren en la campanya promocional de Trina "Al natural", amb tres cançons: Loli Jackson (1997), King George (2001) i Junnete (2010) interpretant els tres temes en acústic i en rigorós directe. Participaren també en la introducció d'un perfum de Givenchy, el qual els donà l'oportunitat del seu primer directe en línia en el qual sorprenen als fans interpretant, en versió original, "The Hitter" (2001), "The morning after" (1995), "King George" (2001). A més de "Do ya", la seva versió d'INXS i una versió de "D.J." (2001) acompanyada únicament per una guitarra elèctrica.
La sortida del single s'atraçà quinze dies, i sols surt a la venda en format digital a finals de juny. La promoció del single es limità a una aparició en el programa "En número Uno" i a la rebuda de la selecció Espanyola a la plaça Cibeles a Madrid. El Single no entrà a les ràdios. I malgrat tot començaren gira aquell 2012 repassant els seus grans èxits i reintegrant en el seu repertori les versions originals de "Devil came to me", "King George" i "Serenade", a més de la versió acústica de "Loli Jackson".

### 2013: El retrobament amb el passat; Gira Devil Dover; DOVER Came to Me, Complications

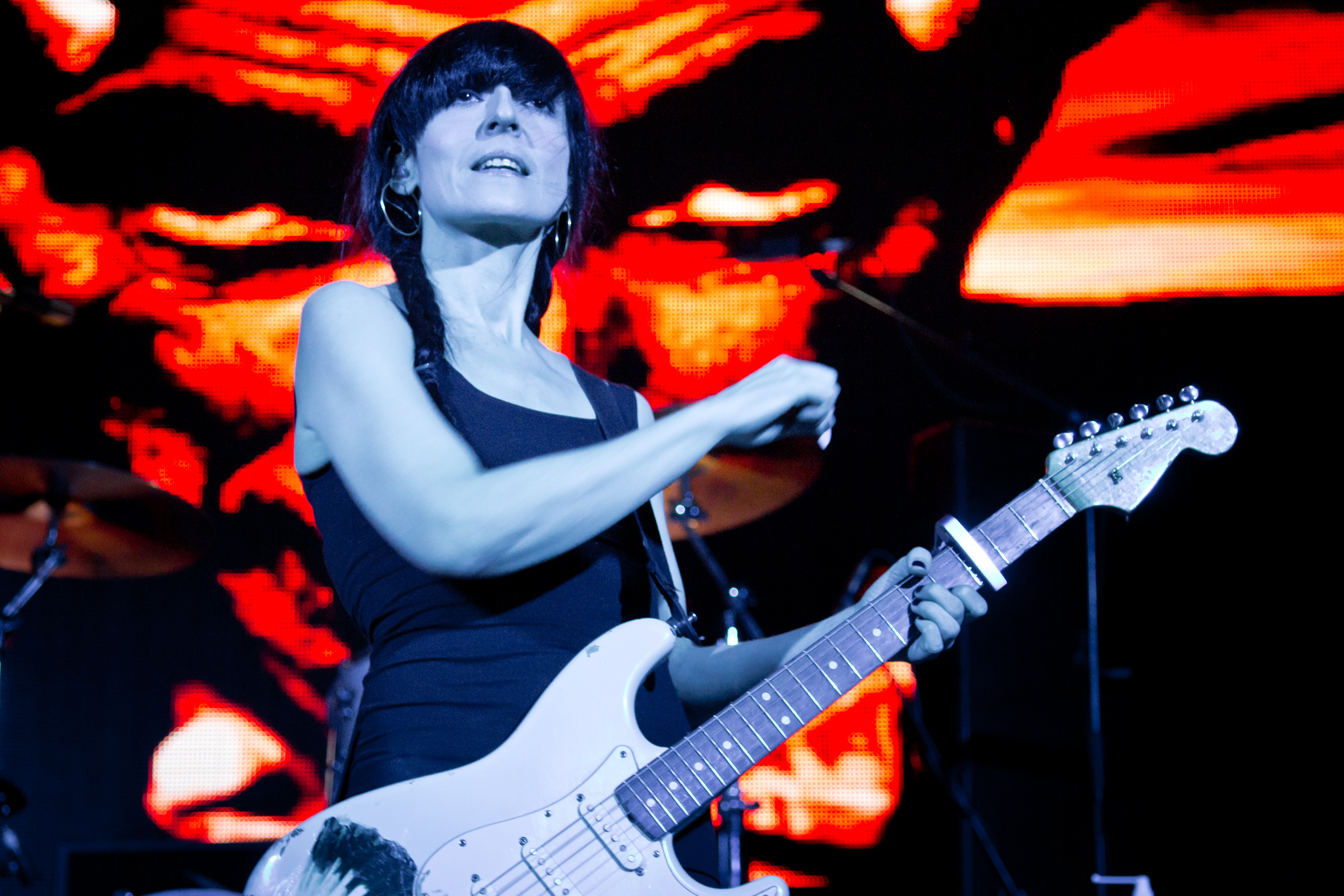
Cristina Llanos durant un concert de la gira Dover came to me el 2014.

El 26 de novembre de 2012 Dover va anunciar que per commemorar els 20 anys de fundació de la banda, presentaria de nou en directe el seu segon disc i el més mític Devil came to me (ja que també se celebrava el 15è aniversari del debut d'aquest disc), començant el 8 de març a la Sala Sol de Madrid, esgotant-se'n les entrades en una setmana, a més de tres mesos abans del concert. A partir d'aquesta data, començaren a girar per les sales més emblemàtiques d'Espanya, arribant a vendre totes les entrades en la majoria d'actuacions. Aquesta gira els va tornar a portar a zones d'Europa, a la tardor, que feia temps que no hi donaven concerts, com per exemple Alemanya.
El 18 de juny de 2013 a més, van reeditar el seu disc "Devil Came to Me" titulant-lo "DOVER Came to Me" el que publicaven aquest àlbum amb un bonus track, més un segon CD amb els seus temes en directe en aquesta gira, i un DVD amb un dels seus concerts de la gira més un directe de 1997 al Pabellón de Deportes de Madrid. També en el DVD s'incloïen entrevistes als components del grup, més dos videoclips: Serenade i Loli Jackson.
Cap a l'11 de desembre de 2014 es va anunciar que el seu nou àlbum s'anomenaria Complications i que sortiria a la venda el 9 de febrer de 2015. El 9 de gener de 2015 s'anunciaria oficialment el primer nou single d'aquest àlbum "Too Late" que s'escoltaria per Ràdio 3 al programa "180 grados". Aquest single però ja s'havia pogut escoltar el 9 de setembre de 2014 a través de la publicació d'una prova en un directe de la cançó "Too late" i confirmava que el grup tornava de nou al seu so més grunge del passat. A més, el 10 de gener de 2015 es publicaria també el videoclip a la web de Rolling Stone, i el dia 12 de gener es posaria a la venda a iTunes i Google Play. La gravació d'aquest nou àlbum finalitzà el 17 de novembre de 2014, després d'haver-se allargat durant els mesos de juliol, agost i setembre d'aquell mateix any, sent-ne el productor tant el mateix bateria del grup Jesús Antúnez com la resta de components de Dover. Complications fou el primer àlbum gravat al mateix local d'assaig de la banda. El dilluns 9 de febrer apareixeria publicat a Spotify i a iTunes, Google Play i Amazon, iniciant-se'n així la distribució. Tot i que ja s'havia pogut escoltar bona part de les cançons a Radio 3 al programa 180 grados, en concret "Complications", "Like a man", "Four to the Floor", "Crash" i "Building a Fire", precedides de comentaris de la banda explicant la creació de les cançons des de la composició fins a la gravació a l'estudi.
El 23 de novembre de 2016 al programa Disco Grande de Radio 3 Amparo Llanos junt amb Samuel Titos i Jota Armijos anunciaren la presentació de la seva nova banda New Day i aprofitaren també per anunciar la separació de Dover. Els motius que aportaren fou que Cristina Llanos volia prendre's un temps de descans i que Jesús Antúnez estava "en un projecte amb un dj". L'endemà aparegueren informacions sobre com aquesta decisió ja s'estava prenent durant la gira d'aniversari de l'àlbum “Came To Me” i sobre com la implicació com a productor del grup A de Animal per part de Jesús Antúnez hauria precipitat definitivament la separació.
El 17 de maig de 2021 s'anuncià un documental titulat "Dover: Die For Rock & Roll" que repassaria tota la història de la banda centrant-se sobretot en la seva música. Al llarg dels testimonis de membres fundadors de la banda i de qui col·laborà activament en el projecte, així com membres de les diverses etapes, productors, mànagers, periodistes i altres personalitats de l'òrbita del grup, el documental explicaria la història de Dover des d'abans de la seva fundació el 1992 fins al novembre de 2016. Explicant no només els esdeveniments coneguts de la història de la banda, sinó que també oferirà informació sobre algunes de les etapes i anècdotes desconegudes pel públic, a més de comptar amb gran quantitat de material audiovisual inèdit, generat durant les seves gires i hores d'estudi. La producció audiovisual aniria a càrrec de Trimonkey i la direcció de Miguel López Garrido, que a més a més, organitzarien un crowdfunding el 24 de maig d'aquell mateix any per acabar de finançar i difondre el projecte. El juny del mateix any es publicaria la pàgina a Verkami amb les possibles aportacions econòmiques i recompenses pel projecte.

## Membres

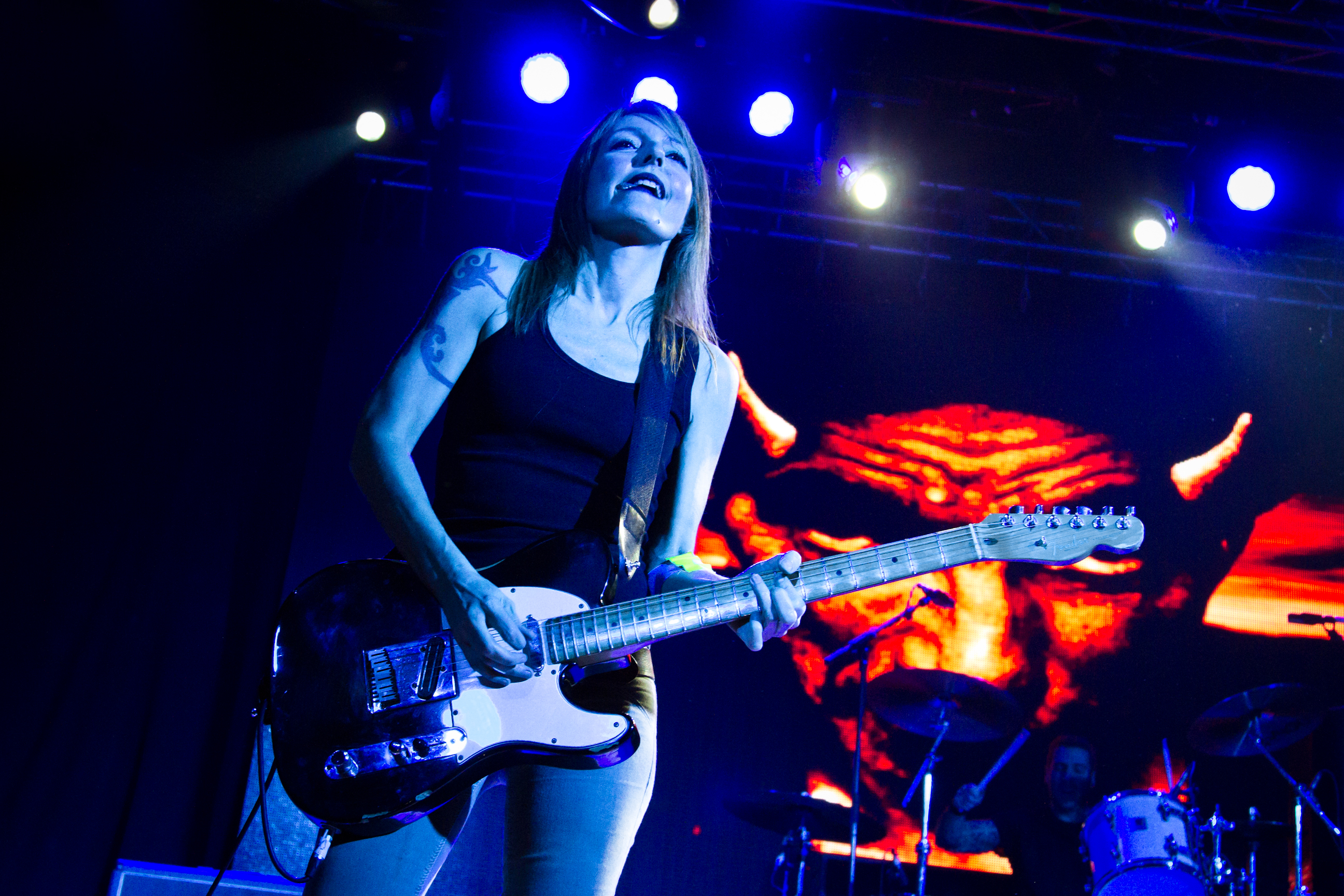
Amparo Llanos en concert el 2014.

- Cristina Llanos - cantant i guitarrista (des de la fundació el 1992)
- Amparo Llanos - guitarrista (des de la fundació el 1992)
- Jesús Antúnez - bateria (des de la fundació el 1992)
- Samuel Titos - baixista (des de 2005)

### Antics membres
- Álvaro Díez - baixista (des de la fundació el 1992 a 1995 i des de 1997 fins al 2005)
- Álvaro Gómez - baixista (des de 1995 fins a 1997)
- Daniel Palacios - guitarrista (finals dels 90)
- Jordi Bacás - bateria

## Influències

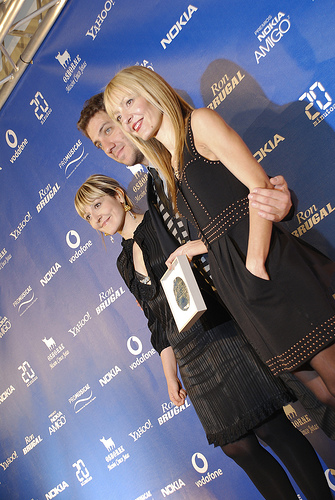
Tres membres de la banda.

Les cançons de Dover estan compostes per les germanes Llanos en principi, i la resta del grup s'hi afegeix en la composició de la resta d'instruments. Amparo compon la música, mentre que Cristina escriu les lletres.
L'idioma de les cançons és majoritàriament l'anglès. Però han versionant algunes cançons en castellà com Noche tras Noche del grup Solera que inclogueren com a Bonus Track en la reedició del seu àlbum "Sister", o també Ya no volverás del grup Mama.
El motiu que les lletres siguin en anglès, segons declaracions del grup, es deu al fet que les seves influències del rock i grunge sempre han sigut angloparlants i no se senten còmodes utilitzant lletres en castellà per a les seves cançons.
Ambdues germanes declararen haver rebut fortes influències de The Beatles i del grunge, especialment Nirvana. Presumptament aquestes influències es fan paleses en la música, i a més Cristina fa algunes al·lusions en les lletres de les seves cançons. Així, es fa referència a Paul McCartney a King George ("I need a McCartney's song"); a 27 Years, en la qual s'anomena una coneguda cançó seva: Band on the Run; i també en el seu disc, Follow the city lights, una cançó de les quals s'anomena directament Dear McCartney. A "I Ka Kené" la influència dels Beatles segueix present en la frase "Here comes the sun" citant la cèlebre cançó del quartet de Liverpool. A més, en la cançó The Weak Hour of the Rooster hi ha un vers que cita l'última frase de la nota de suïcidi de Kurt Cobain, el líder de Nirvana: "It's better to burn out than to fade away" ("és millor cremar-se que apagar-se lentament").
Per al seu disc i canvi al electro pop Follow the city lights, afirmaren que les seves influències havien sigut cantats com Madonna o Peaches.
A l'àlbum I ka kené s'influenciaren per artistes africans com Boubacar Traore, Korchach, Coumba Sidibe, John Chivadura, Nahawa Dumbia, Oliver Mtukudzi, Habib Koite, Sekouba Traore, La orquesta Bembeya Jazz, Sekouba Bambino. A més de la incorporació del bammbara, a I Ka Kené utilitzaren el francès per ser la llengua de diversos països africans.
Per versions que han fet però que no han sortit publicades en cap àlbum fins al moment, es podrien anomenar algunes influències més com Come (dels quals versionaren la cançó "Saints Around My Neck"), com ja s'ha dit Nirvana (dels quals versionaren "Territorial pissings"), també Red Hot Chili Peppers (dels quals versionaren "Otherside"), Cyndi Lauper (de qui versionaren "Time after time"), The Posies (dels quals versionaren "Please Return It"), Social Distortion (dels quals versionaren "Cold Feelings"), Cracker (dels quals versionaren "Teen Angst (What the World Needs Now)"), R.E.M. (dels quals versionaren "The one I love"), Bush (de qui versionaren "Glycerine"), o Police (dels quals versionaren So Lonely).

## Discografia
Àlbums d'estudi:
- 15/8/95: "Sister" (700 còpies)
- 21/4/97: "Devil Came to Me" (800.000 còpies)
- 05/5/99: "Late at night" (300.000 còpies)
- 10/9/01: "I was dead for 7 weeks in the city of angels" (220.000 còpies)
- 27/10/03: "The Flame" (50.000 còpies)
- 02/10/06: "Follow the city lights" (170.000 còpies)
- 04/10/10: "I ka kené (3.000 còpies)
- 09/02/15: "Complications

Àlbums de remescles:
- 2010: I Ka Kené: The remixes

Recopilatoris
- 2007: "2" (50.000 còpies venudes)

DVD
- 2004: "DOVER: 1993-2003"

Vídeo VHS
- 1998: "DOVER Came To Me"

### Senzills
| Àlbum                                        | Senzill                                                                   |
| -------------------------------------------- | ------------------------------------------------------------------------- |
| Devil Came to Me                             | - Serenade - Loli Jackson - Devil Came To Me - Judas                      |
| Late at night                                | - DJ - late at night - Cherry Lee - The Hitter - Far - Flashback          |
| I was dead for 7 weeks in the city of angels | - King George - The Weak Hour of the Rooster - Better Day - Big Mistake   |
| It's good to be me                           | - Mystic love                                                             |
| The Flame                                    | - The Flame - Honest - Die for Rock & Roll - Mi Sombrero - Leave Me Alone |
| Follow the city lights                       | - Let Me Out - Do Ya - Keep On Moving                                     |
| 2                                            | - Soldier - Serenade 07                                                   |
| I ka kené                                    | - Dannayá - Under your spell                                              |

## Premis
| Any  | Cerimònia             | Categoria                                                             | Resultat  |
| ---- | --------------------- | --------------------------------------------------------------------- | --------- |
| 1997 | Premis Ondas          | Grup Revelació                                                        | Guanyador |
| 2000 | Premis MTV Europa     | Millor Artista Espanyol per "Late at night"                           | Guanyador |
| 2001 | Premis Amigo          | Millor Cançó Nacional per "King George"                               | Guanyador |
| 2006 | Premis Ondas          | Millor Cançó per "Let Me Out"                                         | Guanyador |
| 2006 | Premis 40 Principales | Millor Grup Nacional                                                  | Nominat   |
| 2006 | Premis 40 Principales | Millor Videoclip per "Let Me Out"                                     | Nominat   |
| 2007 | Premis de la Música   | Millor Cançó per "Let Me Out"                                         | Nominat   |
| 2007 | Premis de la Música   | Millor Àlbum per Follow the city lights                               | Nominat   |
| 2007 | Premis de la Música   | Millor Productor Artístic per "Dani Alcover" (Follow the city lights) | Nominat   |
| 2007 | Premis de la Música   | Millor Tècnic de So per "Dani Alcover" (Follow the city lights)       | Guanyador |
| 2007 | Premis de la Música   | Millor Videoclip Musical per "Let Me Out"                             | Guanyador |
| 2007 | Premis de la Música   | Millor Àlbum Alternatiu per Follow the city lights                    | Guanyador |
| 2007 | EP3                   | Millor Àlbum de l'Any per Follow the city lights                      | Guanyador |
| 2007 | Premis 40 Principales | Millor Grup Nacional                                                  | Nominat   |
| 2007 | Premis 40 Principales | Millor Videoclip per "Keep On Moving"                                 | Nominat   |
| 2007 | Premis Glamour        | Top Glamour de Música                                                 | Guanyador |
| 2010 | Premis 40 Principales | Millor Grup Nacional                                                  | Nominat   |